# Daler kopparmynt
Daler kopparmynt (kmt) användes som valutaenhet i Sverige under perioden 1624-1776. 1 daler silvermynt fastställdes till 2 daler (enkelt) kopparmynt 16 augusti 1633, till 2,5 daler (enkelt) kopparmynt 24 mars 1643 och till 3 daler (enkelt) kopparmynt 7 oktober 1665. Efter 1776 ändrades huvudvalutan till riksdaler (specie), som växlades in mot 18 daler kopparmynt.